# IRIS
IRIS (Información Referenciada geoespacialmente Integrada en un Sistema) es una aplicación informática, creada por el Instituto Nacional de Estadística y Geografía (INEGI) de México, orientada a cubrir las principales capacidades de los sistemas de información geográfica actuales, con un enfoque dirigido a las necesidades de los productores de información geográfica del país.
IRIS es un desarrollo propio donde participa personal calificado en la elaboración de software orientado a relacionar la información geográfica y estadística que se genera en el INEGI y en otras unidades productoras y usuarias de información geográfica. Cubre las necesidades básicas respecto de la integración de la información estadística referida al espacio que le da origen, con lo cual se construyen modelos que aportan los elementos necesarios para orientar la toma de decisiones.
También existe el Visualizador IRIS el cual es una aplicación informática con un conjunto básico de herramientas de fácil manejo que permiten básicamente la consulta de información geográfica, estadística y documental y ha sido construido tomando como plataforma  el sistema Información Referenciada geoespacialmente Integrada en un Sistema (IRIS).

## Objetivo
IRIS tiene como finalidad promover y facilitar el uso, análisis, interpretación e integración de la información geográfica y estadística nacional que contribuya al conocimiento y estudio de las características del territorio, con la finalidad de propiciar la toma de decisiones que coadyuven al bienestar social, al crecimiento económico, al desarrollo democrático y al fortalecimiento de México.
Con la finalidad de cumplir con su objetivo, IRIS promueve la integración de información geográfica y estadística del territorio mexicano generada por diferentes instancias en distintos momentos.
Así pues, IRIS, concebido como un sistema de información geográfica, conjunta personas, procedimientos y datos geográficos y estadísticos que, con base en herramientas informáticas, permite analizar de manera profunda y ágil las características y relaciones tanto espaciales como de atributos, en pro de objetivos variados.

## Contenido
IRIS comprende una aplicación informática acompañada de un conjunto de información denominado Proyecto de Información Básica.

## Capacidades
IRIS puede trabajar con dos tipos de información: geográfica y estadística. y permite:
- Crear proyectos.
- Crear vistas Espacio, Tabla y Gráfica.
- Abrir, copiar, renombrar, insertar, eliminar, cerrar y extraer vistas.
- Obtener vistas preliminares, configurar impresión e imprimir vistas Espacio y Tabla.
- Identificar y desplegar proyectos recientes.
- Desplegar vistas mediante cascada y mosaico.
- Ofrecer documento de ayuda organizado por barra de menús y barras de herramientas.

### Vista Espacio
Permite:
- Agregar capas de información ráster y vectorial, y grupos de información.
- Crear, cortar, copiar, mover y pegar objetos geográficos, capas y grupos de información
- Buscar y reemplazar textos en el árbol administrador de capas y grupos de información.
- Identificar y modificar datos generales, propiedades de despliegue, metadatos, sistema de coordenadas y proyección de capas de información vectorial.
- Identificar y modificar datos generales, propiedades de despliegue, metadatos y registro de imagen de capas de información ráster.
- Identificar y modificar nombres, descripciones y metadatos de grupos de información.
- Copiar características de despliegue, archivos de metadatos y sistemas de coordenadas, de una capa de información vectorial a otra.
- Cambiar la proyección cartográfica de capas de información a más de 20 tipos de proyecciones y a más de 100 tipos de datum.
- Configurar color de fondo, color de selección, unidades de mapa y autoregeneración.
- Identificar y asociar atributos y documentos de diversos formatos, a objetos geográficos.
- Acceder a las tablas de atributos y a las tablas asociadas a las capas de información vectorial.
- Crear y modificar mapas temáticos y multitemáticos cualitativos y cuantitativos.
- Configurar etiquetas de objetos geográficos para su despliegue.
- Crear nuevas capas de información a partir de características de capas ya existentes.
- Medir distancias, obtener la métrica de objetos geográficos, y obtener perímetros y superficies de polígonos virtuales.
- Editar vértices de objetos geográficos.
- Agregar símbolos y patrones de relleno para utilizarlos en el despliegue de objetos de capas de información.
- Seleccionar y deseleccionar objetos geográficos de capas de información vectorial mediante consultas, intersecciones, contenidos y coincidencias, o utilizando diversas herramientas, para su posterior consideración en la ejecución de otras operaciones.
- Ejecutar diversas herramientas de visualización sobre objetos geográficos y capas de información para realizar acercamientos, alejamientos, acercamientos/alejamientos dinámicos, acercamientos a capas y a objetos, desplazamientos, etc.
- Realizar selecciones individuales y selecciones múltiples en el árbol administrador de capas.
- Ejecutar operaciones de análisis espacial: generar buffer, disolver, extraer, intersecar, unir y fusionar capas de información.

### Vista Tabla
Se utiliza para:
- Realizar consultas SQL.
- Efectuar relaciones entre tablas base y de atributos.
- Unir, editar, actualizar y exportar tablas.
- Agregar y eliminar registros.
- Crear y modificar estructuras de tablas
- Asociar tablas de descriptores a tablas.
- Modificar alias de tablas.
- Buscar y reemplazar datos en tablas.
- Modificar el orden de registros de tablas.
- Seleccionar campos de tablas a imprimir.
- Seleccionar y deseleccionar registros de tablas mediante consulta o utilizando diversas herramientas, para su posterior consideración en la ejecución de otras operaciones.
- Obtener estadísticos descriptivos básicos de una o más variables contenidas en tablas, así como medir el grado de intensidad de la relación que guardan dos variables.

### Vista Gráfica
Sirve para:
- Crear gráficas.
- Definir valores, títulos y efectos de tercera dimensión.
- Modificar color de fondo, líneas y etiquetas.
- Modificar y visualizar configuración.

### Problemática de instalación en Windows Vista y Windows 7
El sistema IRIS 4 no se ejecuta en el sistema Windows Vista y 7 debido a que el control de cuentas de usuario (UAC) es una nueva característica de seguridad de Microsoft Windows Vista y 7 que permiten a los usuarios realizar tareas comunes sin tener privilegios de administración.
Para solucionar este problema ver los siguientes enlaces:
- Para Windows Vista
- Para Windows 7